# Hedysarum ferganense
Hedysarum ferganense är en ärtväxtart som beskrevs av Sergei Ivanovitsch Korshinsky. Hedysarum ferganense ingår i släktet buskväpplingar, och familjen ärtväxter.

## Underarter
Arten delas in i följande underarter:
- H. f. ferganense
- H. f. poncinsii